# Philomedes multidentata
Philomedes multidentata är en kräftdjursart som beskrevs av V. G. Chavtur 1983. Philomedes multidentata ingår i släktet Philomedes och familjen Philomedidae. Inga underarter finns listade i Catalogue of Life.